# UCI Coupe des Nations Juniors 2011
L'UCI Coupe des Nations Juniors 2011 est la quatrième édition de l'UCI Coupe des Nations Juniors. Elle est réservée aux cyclistes de sélections nationales de moins de 19 ans (U19). Elle est organisée par l'Union cycliste internationale. 
La France succède aux États-Unis et remporte pour la première fois la compétition.

## Résultats

### Épreuves
| Date          | Épreuve                                           | Pays       | Vainqueur                | Vainqueur (nations) | Leader (nations) |
| ------------- | ------------------------------------------------- | ---------- | ------------------------ | ------------------- | ---------------- |
| 10 avril      | Paris-Roubaix juniors                             | France     | Florian Sénéchal         | France              | France           |
| 22-24 avril   | Tour d'Istrie                                     | Croatie    | Alexey Ribalkin          | Slovénie            | France           |
| 4-8 mai       | Course de la Paix juniors                         | Tchéquie   | Magnus Cort Nielsen      | France              | France           |
| 9-10 juillet  | GP Général Patton                                 | Luxembourg | Adrien Legros            | France              | France           |
| 19-24 juillet | Tour de l'Abitibi                                 | Canada     | James Oram               | États-Unis          | France           |
| 11-14 août    | Trofeo Karlsberg                                  | Allemagne  | Pierre-Henri Lecuisinier | Danemark            | France           |
| 20-21 août    | GP du Danemark                                    | Danemark   | Ivar Slik                | Pays-Bas            | France           |
| 20 septembre  | Championnats du monde juniors du contre-la-montre | Danemark   | Mads Würtz Schmidt       | Danemark            | France           |
| 24 septembre  | Championnats du monde juniors sur route           | Danemark   | Pierre-Henri Lecuisinier | France              | France           |

### Classement par nations
Source : Site de l'UCI
| #  | Pays             | Pts. |
| -- | ---------------- | ---- |
| 1  | France           | 388  |
| 2  | Danemark         | 309  |
| 3  | Pays-Bas         | 276  |
| 4  | Belgique         | 147  |
| 5  | Slovénie         | 137  |
| 6  | Russie           | 127  |
| 7  | Allemagne        | 119  |
| 8  | États-Unis       | 112  |
| 9  | Italie           | 106  |
| 10 | Nouvelle-Zélande | 98   |